# Borgo San Dalmazzo
Borgo San Dalmazzo (en occitano Borg o Lo Borg Sant Dalmatz, en piamontés Ël Borgh San Dalmass o Ël Borgh) es una comuna italiana de 11 256 habitantes, en la provincia de Cuneo, región de Piamonte. Está a 645 metros sobre el nivel del mar y su superficie es de 22 kilómetros cuadrados.
Entre sus lugares de interés se encuentran diversas iglesias: San Dalmazzo (del siglo XVIII), de la Confraternidad de San Juan Decollato, capilla de Santa Ana, capilla de San Rocco, capilla de San Magno y santuario de la Virgen de Monserrat.
La ciudad es sede del Pedona Rugby, único club de rugby de la provincia de Cúneo que participa del campeonato italiano interregional de serie C.
La administración comunal está a cargo de Pierpaolo Varrone desde mayo de 2007.
El 6 de agosto de 1162 murió en Borgo San Dalmazzo Ramón Berenguer IV, conde de Barcelona y Príncipe de Aragón, que iba a encontrarse en Turín con el emperador Federico Barbarroja.

## Evolución demográfica
| Gráfica de evolución demográfica de Borgo San Dalmazzo entre 1861 y 2001 |
|                                                                          |
| Fuente ISTAT - elaboración gráfica de Wikipedia                          |

- Datos: Q18372
- Multimedia: Borgo San Dalmazzo / Q18372

1. ↑  Worldpostalcodes.org, código postal n.º 12011.
2. ↑  «Codici Catastali». Comuni-italiani.it (en italiano). Consultado el 29 de abril de 2017.